# Ricardo Alzugaray Yanguas
Ricardo Alzugaray Yanguas (mort el 30 d'octubre de 1878) fou un jurista i polític espanyol, diputat a les Corts Espanyoles durant el sexenni revolucionari i durant la restauració borbònica.

## Biografia
Es doctorà en dret en la Universitat Central de Madrid el 1858, on hi va llegir la dissertació El estado en sus relaciones sociales é individuales. Participà en conferències a favor del lliurecanvisme a l'Ateneo de Madrid, on es va fer amic de Pedro Antonio de Alarcón, i fou elegit diputat per Navarra el 1864.
Fou jurista del Tribunal Suprem d'Espanya i a les eleccions generals espanyoles de 1869 fou elegit diputat pel districte d'Estella i a les eleccions generals espanyoles d'abril de 1872 ho fou pel de Lalín (província de Pontevedra), sempre com a independent.
A les eleccions generals espanyoles de 1876 fou elegit diputat pel districte d'Alcoi degut a la renúncia de Juan Francisco Camacho de Alcorta, però va morir dos anys després. La seva filla, María Alzugaray y Lapeye, es casà amb el polític Rafael Gasset Chinchilla, pare de Ricardo Gasset Alzugaray.